# Pseudanomalon ocellatum
Pseudanomalon ocellatum är en stekelart som beskrevs av Lee och Kim 1985. Pseudanomalon ocellatum ingår i släktet Pseudanomalon och familjen brokparasitsteklar. Inga underarter finns listade i Catalogue of Life.